# Eleições regionais na Gronelândia em 2025
As Eleições regionais na Groenlândia em 2025 realizaram-se no dia 11 de março, para eleger os 31 deputados do Parlamento da Groenlândia (Inatsisartut). 

O Partido dos Democratas (social-liberal autonomista) foi o mais votado, obtendo 29.9% dos votos, três vezes mais do que nas eleições anteriores.                                                                                                                         Em segundo lugar ficou o Partido Naleraq (centrista independentista) com 24.5%, o dobro das eleições anteriores.                                                                         
Em terceiro o Partido do Povo Inuíte (esquerda independentista) com 21.4%, uma quebra de quase um terço.

Este ato eleitoral foi dominado pela questão da independência em relação à Dinamarca e igualmente pela atenção internacional, focada no valor geopolítico e militar da Gronelândia, depois do presidente Donald Trump dos Estados Unidos ter declarado que queria assumir o contrôle da ilha.

## Sistema eleitoral
Os 31 membros do Parlamento da Groenlândia (Inatsisartut) são eleitos por sufrágio direto e universal, resultando em  representação proporcional para mandatos de quatro anos, seguindo o método de Hondt.

O parlamento (Inatsisartut) nomeia por sua vez o chefe do governo regional (Naalakkersuisut siulittaasuat), e este forma em seguida o novo governo (Naalakkersuisut).  

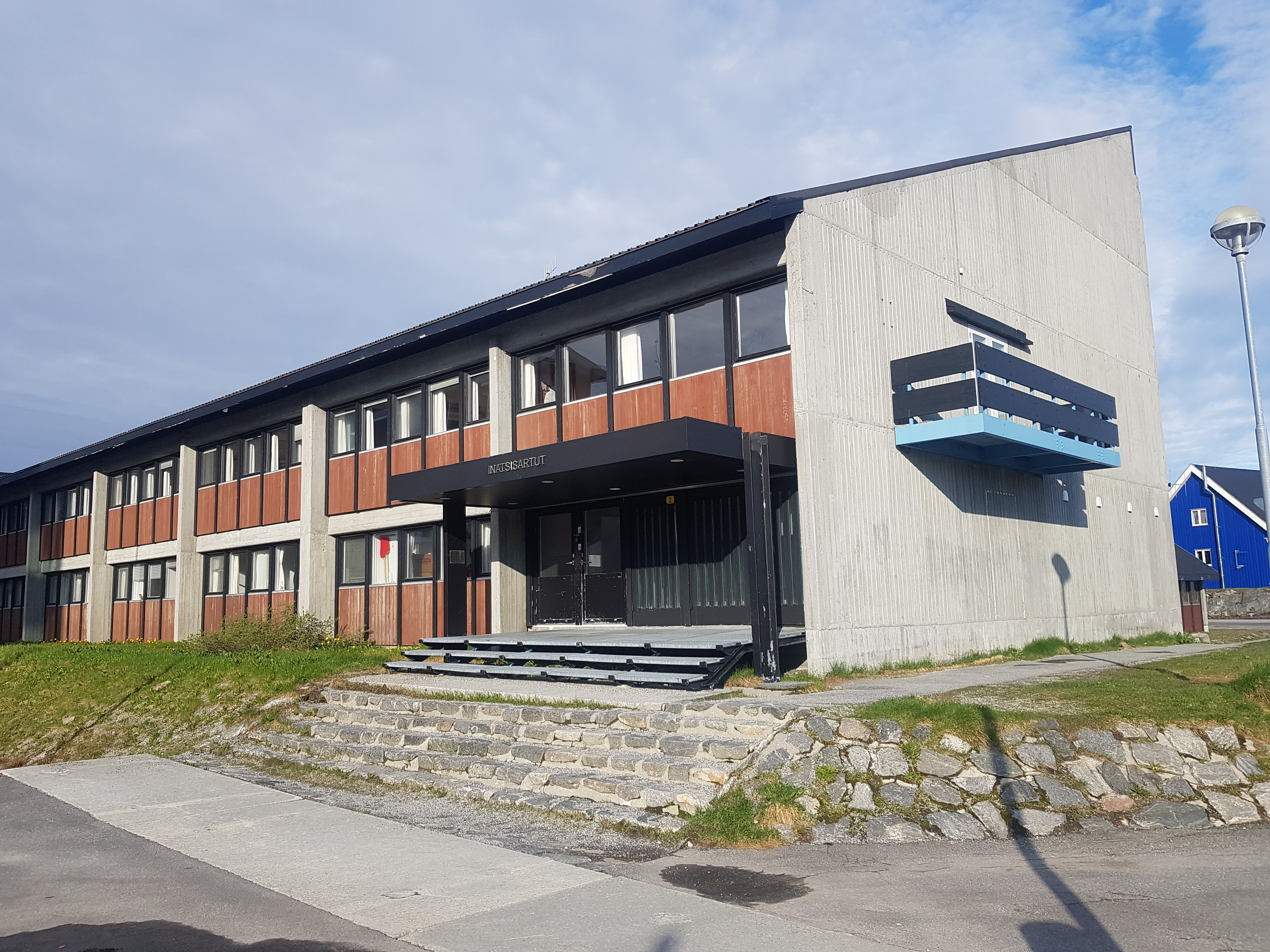
O Parlamento da Gronelândia, na capital Nuuk

## Partidos participantes
Participaram 6 partidos nestas eleições.         
Desde a introdução da autonomia em  1979, todos os chefes de governo têm sido provenientes do Partido do Povo Inuíte (Inuit Ataqatigiit) ou do Avante (Siumut).

| Partido                                  | Ideologia                          |
| ---------------------------------------- | ---------------------------------- |
| Democratas Demokraatit/Demokraterne      | Social-liberalismo - Autonomismo   |
| Partido Naleraq Partii Naleraq           | Centrismo - Independentismo        |
| Partido do Povo Inuíte Inuit Ataqatigiit | Esquerda - Independentismo         |
| Avante Siumut                            | Social-democracia - Autonomismo    |
| Partido da Comunidade Atassut            | Social-conservatismo - Autonomismo |
| Qulleq                                   | Independentismo                    |